# Death Riders
Death Riders é um grupo vilão de wrestling profissional que atua na All Elite Wrestling (AEW), New Japan Pro-Wrestling (NJPW) e Ring of Honor (ROH). O grupo é composto pelo líder Jon Moxley, Claudio Castagnoli, Wheeler Yuta, Pac e Marina Shafir. Moxley é o atual campeão mundial da AEW em seu quarto reinado recorde, enquanto Castagnoli, Yuta e Pac foram campeões mundiais de trios da AEW por uma ocasião.
Formado em 2022, o grupo foi criado sob o nome de Blackpool Combat Club e os primeiros membros foram William Regal como manager, Bryan Danielson e Jon Moxley, que mais tarde foram acompanhados por Yuta e Castagnoli. Durante o período como BCC, Moxley venceu o Campeonato Mundial da AEW duas vezes e o Campeonato Mundial dos Pesos Pesados IWGP uma vez, Castagnoli venceu o Campeonato Mundial da ROH duas vezes e Danielson o Campeonato Mundial da AEW. Yuta também venceu o ROH Pure Championship três vezes.
Em 6 de novembro de 2024, o grupo se virou contra Bryan Danielson e foi acompanhado por Pac e Shafir, mudando o nome para Death Riders. Moxley derrotou Danielson para conquistar seu quarto Campeonato Mundial da AEW.

## Anteriormente

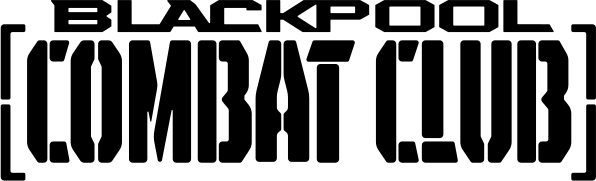
Logo original como Blackpool Combat Club.

Jon Moxley e Bryan Danielson tiveram sua primeira interação em agosto de 2010, quando se enfrentaram pela primeira vez no evento Road to Destiny da Heartland Wrestling Association e, um mês depois, na Dragon Gate USA. Danielson, que foi contratado pela World Wrestling Entertainment (WWE) na época após seu retorno no SummerSlam, foi referido como Daniel Bryan, lutou contra Moxley. Em 2011, Moxley assinou com a WWE e lutou em seu território de desenvolvimento, Florida Championship Wrestling, que mais tarde se tornou NXT. como Dean Ambrose, que se tornaria um membro de sucesso do The Shield. Ambrose e Bryan lutaram várias lutas ao longo de toda a década de 2010, e ambos se tornaram campeões mundiais de sucesso da WWE antes de voltarem aos seus respectivos nomes após suas saídas da WWE em 2019 e 2021, respectivamente, com ambos se juntando à All Elite Wrestling. Durante esse período, William Regal também foi contratado pela WWE antes do estabelecimento da facção como lutador e gerente geral do NXT.

## História
No episódio de 2 de fevereiro de 2022 do AEW Dynamite, Bryan Danielson sugeriu a Jon Moxley que eles formassem uma equipe, que Moxley aceitou com a condição de que lutassem um contra o outro primeiro. Danielson foi derrotado por Moxley no Revolution em 6 de março, após o qual os dois começaram a brigar. William Regal, que já foi mentor de ambos, fez sua estreia surpresa na AEW para interromper a luta e forçá-los a apertar as mãos. Os dois formaram uma equipe com Regal atuando como seu gerente, mais tarde sendo nomeado como Blackpool Combat Club.
No episódio de 8 de abril do AEW Rampage, Moxley lutou contra o Campeão Puro da ROH Wheeler Yuta em uma luta altamente aclamada, na qual Moxley finalmente saiu vitorioso. Após a luta, Regal ofereceu a Yuta um aperto de mão e, posteriormente, o convidou para se juntar ao grupo, que Yuta aceitou. No episódio de 11 de maio do Dynamite, Eddie Kingston e Santana e Ortiz se uniram ao Blackpool Combat Club para lutar contra a Jericho Appreciation Society. Na semana seguinte, Kingston acompanhou Moxley ao ringue e concordou em se juntar a Moxley e Danielson (junto com Santana e Ortiz) para lutar contra a Jericho Appreciation Society em uma luta Anarchy in the Arena no Double or Nothing. O número de participantes nesta luta seria posteriormente atualizado para cinco para cada equipe, com a Jericho Appreciation Society vencendo a luta no evento.
Claudio Castagnoli se juntou ao Blackpool Combat Club no AEW x NJPW: Forbidden Door em 26 de junho, fazendo sua estreia surpresa na AEW como substituto escolhido a dedo de Danielson devido a uma lesão. O Blackpool Combat Club se juntaria novamente com Kingston, Santana e Ortiz e vingaria sua derrota para a Jericho Appreciation Society no Blood and Guts. No Death Before Dishonor em 23 de julho, Castagnoli derrotou Jonathan Gresham para conquistar o ROH World Championship, enquanto Yuta defendeu com sucesso o ROH Pure Championship contra Daniel Garcia.
No episódio de 24 de agosto do Dynamite, Moxley derrotou rapidamente o Campeão Mundial da linear AEW CM Punk para vencer o AEW World Championship pela segunda vez, tornando-se o Campeão Mundial indiscutível  da AEW no processo. Danielson foi derrotado por Jericho no All Out em 4 de setembro, enquanto Moxley perdeu o título indiscutível para Punk, encerrando seu reinado em onze dias. No episódio seguinte do Dynamite, Yuta perdeu o ROH Pure Championship para Daniel Garcia, encerrando assim seu reinado em 159 dias. Moxley e Danielson foram inseridos no AEW Grand Slam Tournament of Champions para coroar um novo Campeão Mundial da AEW, já que o campeão anterior CM Punk foi destituído do título. No Dynamite: Grand Slam em 21 de setembro, Castagnoli perdeu o ROH World Championship para Chris Jericho, enquanto Moxley derrotou Danielson na final do torneio para vencer o título vago, tornando-se o primeiro tricampeão mundial da AEW.
No Full Gear, Moxley perderia o título para MJF após Regal trair Moxley e dar a MJF o seu soco inglês, alinhando-se com MJF. Na edição de 30 de novembro do Dynamite, MJF atacaria Regal. Em seguida, foi relatado que Regal estava prestes a deixar a AEW; no enredo, Regal revelou que os motivos por trás de suas ações eram ensinar os outros membros do BCC a nunca confiar em ninguém. Sua última aparição foi um segmento pré-gravado que foi ao ar na edição de 7 de dezembro do Dynamite.
No episódio de 8 de março de 2023 do Dynamite, Danielson anunciou que voltaria para casa com sua família após a derrota para MJF no Revolution. Depois que Castagnoli e Moxley derrotaram os membros da Dark Order John Silver e Alex Reynolds, os 3 membros restantes do BCC continuaram seu ataque e atacaram Evil Uno e Hangman Page, tornando o grupo heel pela primeira vez na AEW. Danielson voltou em 29 de março de 2023 no episódio do Dynamite, onde aparentemente iria ajudar Kenny Omega de um ataque de Moxley, Castagnoli e Yuta, mas se juntou ao grupo para atacar Omega, tornado-se um heel também.

## Membros
| * | Membro fundador |
| L | Líder           |
| M | Manager         |

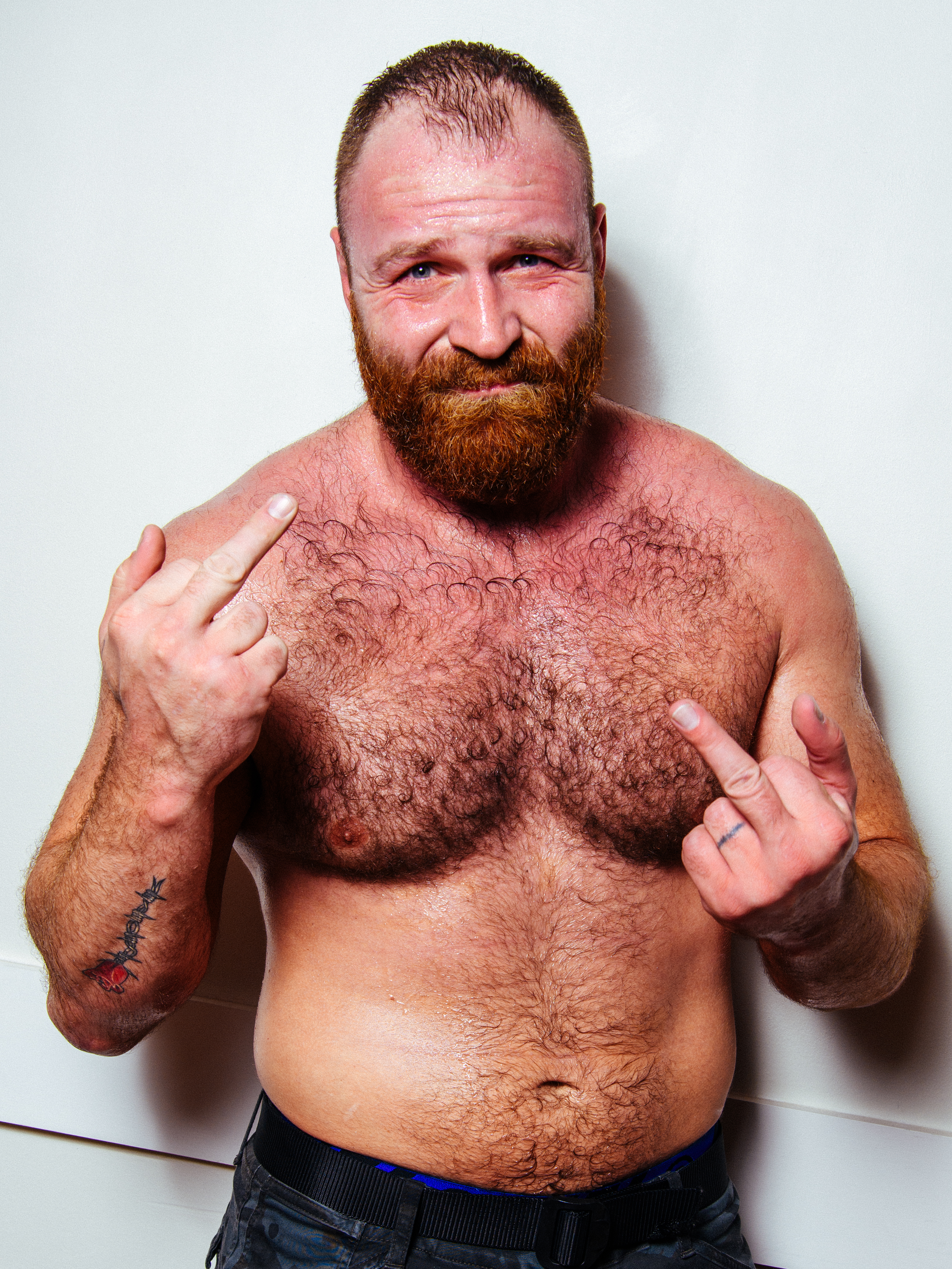
Jon Moxley (L)
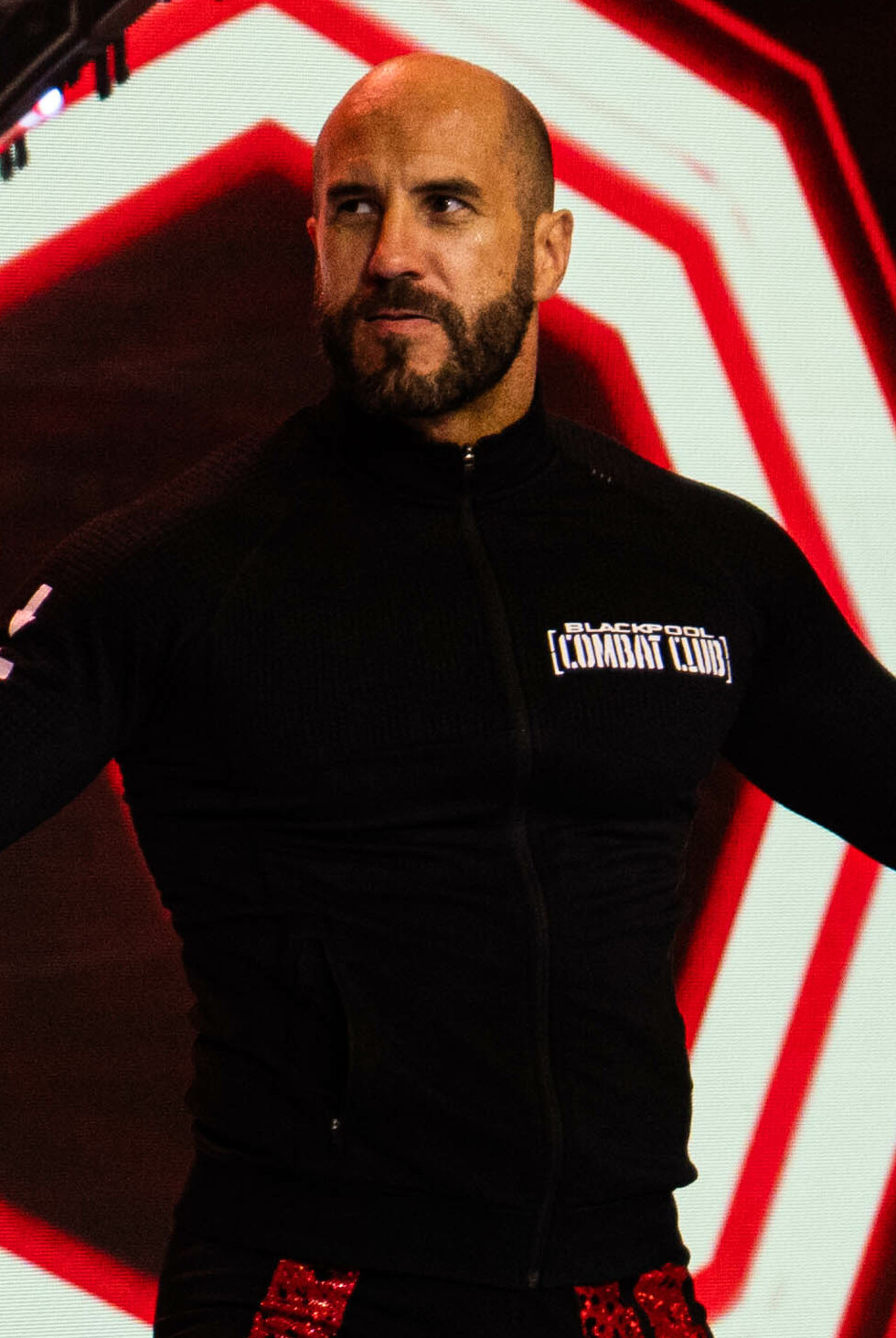
Claudio Castagnoli
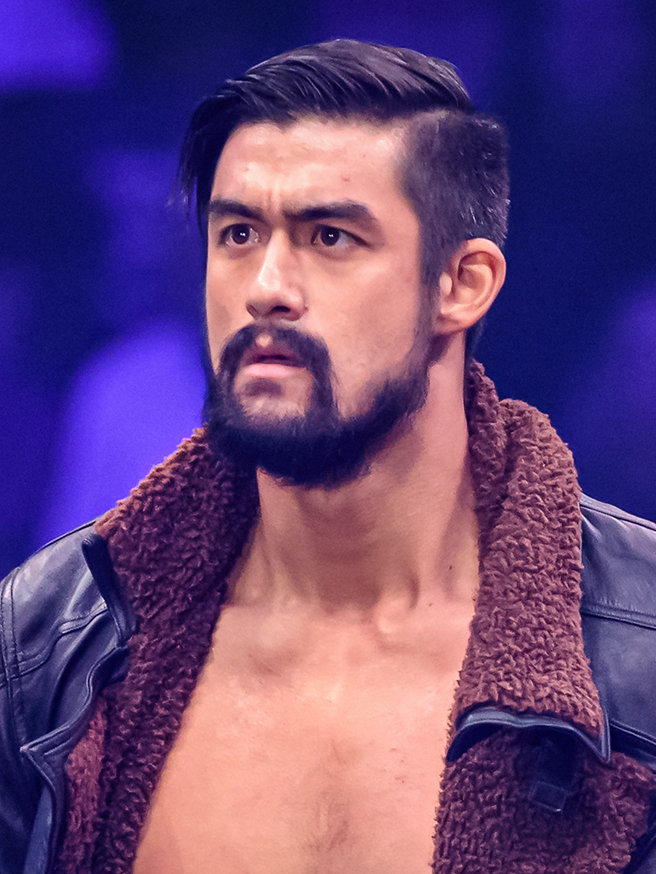
Wheeler Yuta
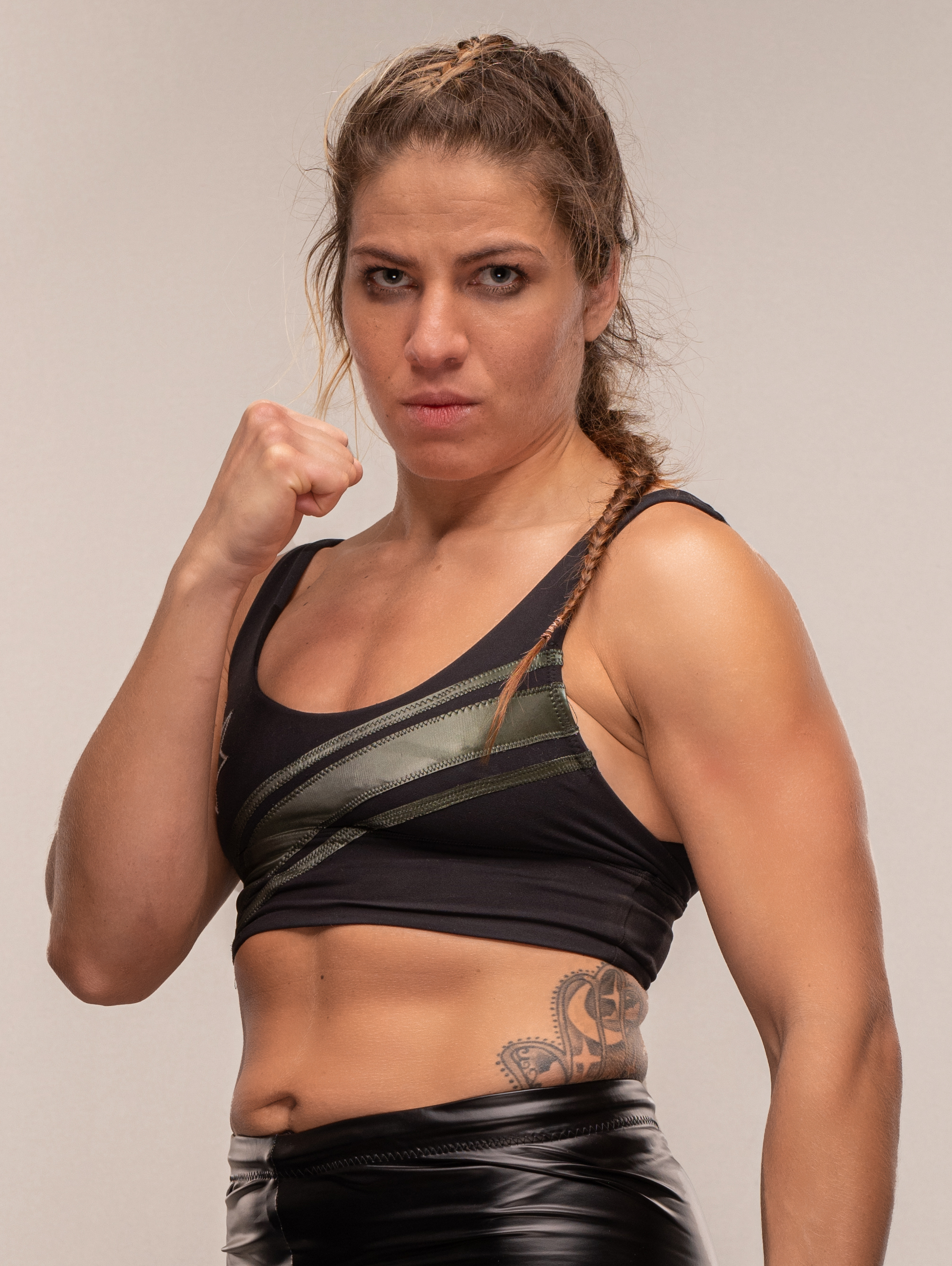
Marina Shafir
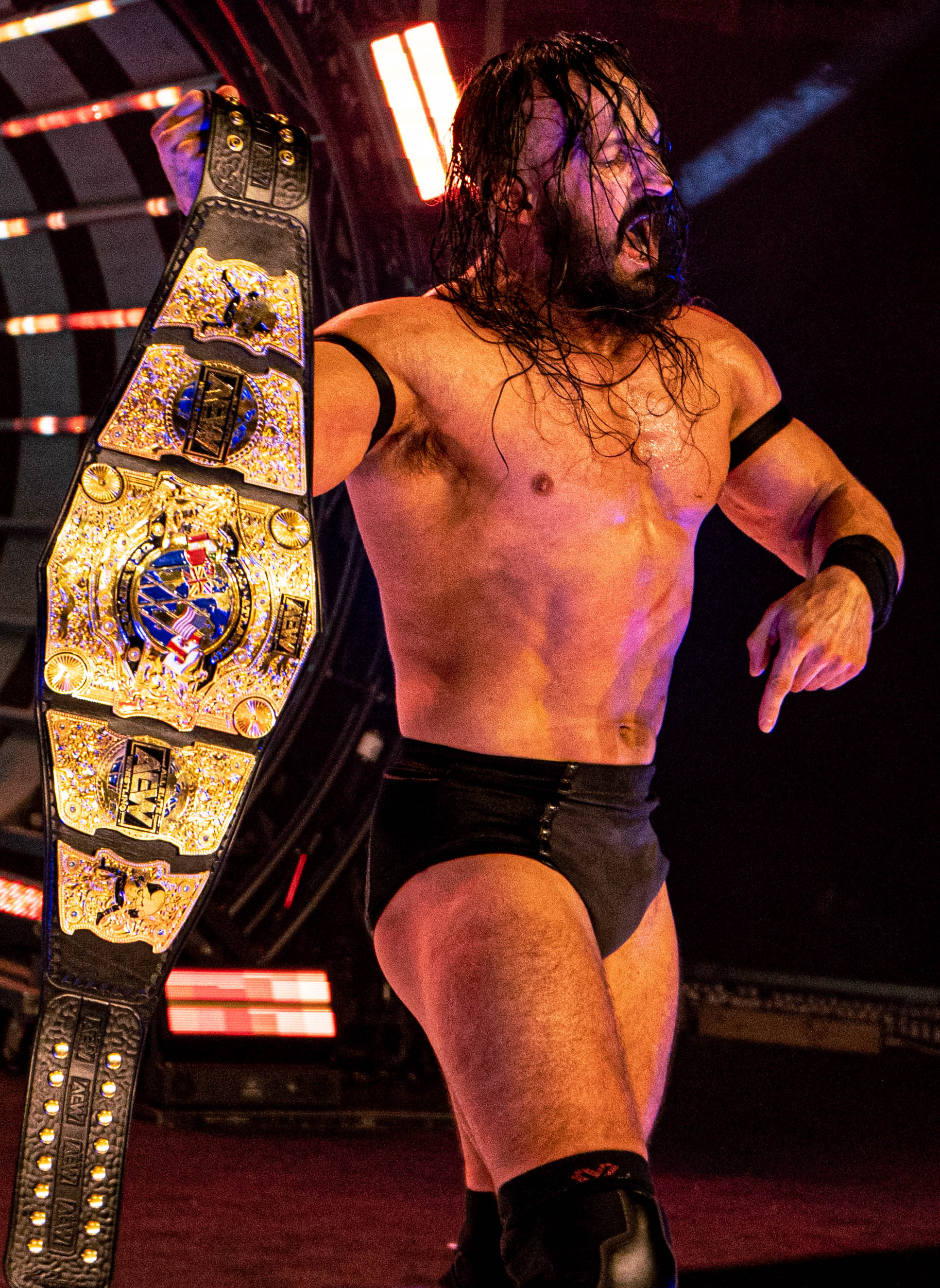
Pac

### Atuais
| Membro             | Membro | Entrada               |
| ------------------ | ------ | --------------------- |
| Jon Moxley         | *L     | 6 de março de 2022    |
| Wheeler Yuta       |        | 8 de abril de 2022    |
| Claudio Castagnoli |        | 26 de junho de 2022   |
| Marina Shafir      |        | 7 de setembro de 2024 |
| Pac                |        | 7 de setembro de 2024 |

### Antigos
| Membro          | Membro | Entrada            | Saída                 |
| --------------- | ------ | ------------------ | --------------------- |
| William Regal   | *M     | 6 de março de 2022 | 6 de dezembro de 2022 |
| Bryan Danielson | *      | 6 de março de 2022 | 7 de setembro de 2024 |

## Linha do tempo
Em 14 de agosto de 2025

## Títulos e prêmios
- All Elite Wrestling
  - Campeonato Mundial da AEW (4 vezes) – Moxley (3), Danielson (1)
  - Campeonato Mundial Interino da AEW (1 vez) – Jon Moxley
  - Campeonato Internacional da AEW - Jon Moxley
  - Campeonato Mundial de Trios da AEW (1 vez) - Castagnoli, Yuta e Pac
- Ring of Honor
  - ROH World Championship (2 vezes) – Claudio Castagnoli
  - ROH Pure Championship (2 vezes) – Wheeler Yuta